# 4568 Менкаура
4568 Менкаура (4568 Menkaure) — астероїд головного поясу, відкритий 2 вересня 1983 року.
Тіссеранів параметр щодо Юпітера — 3,213.
Названий за ім'ям Менкаура п'ятого фараона IV давньоєгипетської династії Менкаура,